# 懇談会
懇談会（こんだんかい）とは、中央省庁およびその地方支分部局、地方公共団体等に設けられる外部の有識者や利害関係者を招聘して行政の運営方針等を討議するための会合である。

## 概要
法令等では「懇談会等行政運営上の会合」と記載されている。会の名称に、「懇話会」、「研究会」、「考える会」、「検討会」、「有識者会議」などを含む傾向がある。 
私的諮問機関は行政機関およびその長の意思決定を助ける諮問の機能を持つ点で審議会と類似するが、設置の法的根拠がないことに加え、設置が一時的である・予備的な議論の場であるなどの特徴がある。この「私的」とは、国家行政組織法に基づく審議会等（国家行政組織法では、審議会等を合議制の機関と定義している）ではなく、「私人」としての委員個人個人の意見を聴取するための諮問機関であるという意味で使われている。私的諮問機関は、諸費用が公費から支出されるにもかかわらず、私的に意見を聞く場とされるために情報公開義務が課せられないなどの点で批判を受けることがある。
中曽根康弘が、内閣総理大臣在任中、「大統領的首相を目指す」として多数の“私的諮問機関”を設置したことで知られる。

## 国における懇談会
国における「懇談会等行政運営上の会合」は、行政機関の私的な諮問機関として設置されてきたが、内閣法や国家行政組織法により定められている審議会等と本質的な違いが見えづらく、懇談会の意見を参考に政策等を決定したとされる事例もあり、国家行政組織法第8条に抵触するのではないかとの議論が国会等でもある。
一方、政府も懇談会について一定の方針を示しており、古くは1961年（昭和36年）に「懇談会等行政運営上の会合の開催について」（昭和36年4月12日行政管理庁行政管理局長通達）で、「懇談会等行政運営上の会合」は、「国家行政組織法上の審議会等とは異なり、個々の個人の意見を聞くのみで行政機関としての意思の決定を行わないものである」ことを示している。また、中央省庁等改革の一環として審議会等及び懇談会等行政運営上の会合の諮問機関の位置付けや運営体制の見直しが行われており、1999年（平成11年）4月27日の「中央省庁等改革の推進に関する方針」（閣議決定及び中央省庁等改革推進本部決定）にて、開催及び運営に関する指針が定められている。 
これによると、懇談会は「行政運営上の参考に資するため、大臣等の決裁を経て、大臣等が行政機関職員以外の有識者等の参集を求める会合であって、同一名称の下に、同一者に、複数回、継続して参集を求めることを予定しているもの」と定義され、下記の各点が定められている。
- 省令、訓令等を根拠としては開催しない。
- 「設置する」等の恒常的な組織であるとの誤解を招く表現を用いない。
- 審議会、協議会、審査会、調査会又は委員会の名称を用いない。
- 懇談会等の定員及び議決方法に関する議事手続を定めない。
- 聴取した意見については、答申、意見書等合議体としての結論と受け取られるような呼称を付さない。

## 各省庁に設けられた懇談会の例

### 内閣
- 教育再生懇談会
- 教育再生会議
- 教育再生実行会議
- 新型インフルエンザ等対策有識者会議

### 内閣官房
- 戦後処理問題懇談会
- 持珠法人職員賞与に関する基本問題懇談会
- 閣僚の靖国神社奉拝問題に関する懇談会
- 幹部公務員の給与に関する有識者懇談会
- 安全保障の法的基盤の再構築に関する懇談会
- 一億総活躍国民会議
- 働き方改革実現会議
- 新型コロナウイルス感染症対応に関する有識者会議

### 内閣府
- 高度情報社会に関する懇談会
- 文化と教育に関する懇談会
- 文化外交の推進に関する懇談会
- 平和問題研究会
- 経済政策研究会
- 皇室典範に関する有識者会議
- 天皇の公務の負担軽減等に関する有識者会議
- 安全保障と防衛力に関する懇談会（→新たな時代の安全保障と防衛力に関する懇談会）
- 教育改革国民会議

### 総務省
- 電気通信に関する技術開発政策懇談会
- 人間と高度情報社会を考える懇談会
- 電気通信分野における世界の中の日本を考える懇談会
- 定住自立圏構想研究会

### 外務省
- 国連の平和維持機能強化研究会

### 財務省
- 三人委員会（金融問題での意見聴取のため）

### 文部科学省
- 次世代の教育を考える懇談会
- 子どもを守り育てる体制づくりのための有識者会議

### 厚生労働省
- 社会保障長期展望懇談会
- 国際協力懇談会
- 生命と倫理に関する懇談会
- 特定疾患対策懇談会
- 国立病院・療養所問題懇談会
- 国保問題懇談会
- 年金制度基本構想懇談会
- 年金問題懇談会
- 中国残留日本人孤児問題懇談会
- 国民健康会議
- 電気事業及び石炭鉱業における争議行為の方法の規制に関する法律に関する調査会
- 労使関係法研究会
- 産業労働懇話会
- 雇用政策調査研究会
- 賃金物価雇用問題懇話会
- 公共企業体等労働問題懇話会
- 男女平等閉篭専門家会議
- 高齢化社会問題研究会
- 労働者参加問題研究会
- 労働基準法研究会
- 労働時間問題懇談会

### 農林水産省
- 農業生産対策中央会議
- 農地制度研究会

### 経済産業省
- 情報化月間推進会議
- 輸出保険業務高度化委員会

### 国土交通省
- 「むつ」総点検・改修技術検討委員会
- ロードスペース懇談会
- 先端技術活用懇談会
- 高速道路の整備のあり方検討委員会

### 環境省
- 地球的規模の環境問題に関する懇談会